# Brezna (Kosowo)
Brezne (serb. Брезна) – wieś w Kosowie, w regionie Prizren, w gminie Dragaš. W 2011 roku liczyła 1990 mieszkańców. 